# Communauté urbaine de Dunkerque
Die Communauté urbaine de Dunkerque ist ein französischer Gemeindeverband mit der Rechtsform einer Communauté urbaine im Département Nord in der Region Hauts-de-France. Sie wurde am 21. Oktober 1968 gegründet und umfasst 17 Gemeinden. Der Verwaltungssitz befindet sich in der Stadt Dunkerque.

## Mitgliedsgemeinden
| Gemeinde                        | Einwohner 1. Januar 2022 | Fläche km² | Dichte Einw./km² | Code INSEE | Postleitzahl                      |
| ------------------------------- | ------------------------ | ---------- | ---------------- | ---------- | --------------------------------- |
| Armbouts-Cappel                 | 2.097                    | 10,15      | 207              | 59016      | 59380                             |
| Bourbourg                       | 6.958                    | 38,49      | 181              | 59094      | 59630                             |
| Bray-Dunes                      | 4.284                    | 8,57       | 500              | 59107      | 59123                             |
| Cappelle-la-Grande              | 7.865                    | 5,46       | 1.440            | 59131      | 59180                             |
| Coudekerque-Branche             | 20.833                   | 9,14       | 2.279            | 59155      | 59210                             |
| Craywick                        | 770                      | 7,73       | 100              | 59159      | 59279                             |
| Dunkerque                       | 87.013                   | 43,89      | 1.983            | 59183      | 59140, 59240, 59279, 59430, 59640 |
| Ghyvelde                        | 4.126                    | 35,92      | 115              | 59260      | 59254                             |
| Grand-Fort-Philippe             | 4.901                    | 3,13       | 1.566            | 59272      | 59153                             |
| Grande-Synthe                   | 20.347                   | 21,44      | 949              | 59271      | 59760                             |
| Gravelines                      | 11.451                   | 22,66      | 505              | 59273      | 59820                             |
| Leffrinckoucke                  | 4.101                    | 7,28       | 563              | 59340      | 59495                             |
| Loon-Plage                      | 5.995                    | 35,67      | 168              | 59359      | 59279                             |
| Saint-Georges-sur-l’Aa          | 289                      | 8,13       | 36               | 59532      | 59820                             |
| Spycker                         | 1.725                    | 9,19       | 188              | 59576      | 59380                             |
| Téteghem-Coudekerque-Village    | 8.272                    | 30,44      | 272              | 59588      | 59229                             |
| Zuydcoote                       | 1.608                    | 2,60       | 618              | 59668      | 59123                             |
| Communauté urbaine de Dunkerque | 192.635                  | 299,89     | 642              | –          | –                                 |